# آديغرات
آديغرات (بالإنجليزية: Adigrat)‏ هي مدينة، تتبع Eastern Zone, Tigray ‏، بلغ عدد سكانها 76400 نسمة، في 2013، تبلغ مساحتها 18770000 متر مربع، رمزها البريدي هو 20.

## المناخ
يظهر الجدول التالي التغييرات المناخية على مدار السنة لآديغرات:
| البيانات المناخية لـآديغرات                                 | البيانات المناخية لـآديغرات | البيانات المناخية لـآديغرات | البيانات المناخية لـآديغرات | البيانات المناخية لـآديغرات | البيانات المناخية لـآديغرات | البيانات المناخية لـآديغرات | البيانات المناخية لـآديغرات | البيانات المناخية لـآديغرات | البيانات المناخية لـآديغرات | البيانات المناخية لـآديغرات | البيانات المناخية لـآديغرات | البيانات المناخية لـآديغرات | البيانات المناخية لـآديغرات |
| الشهر                                                       | يناير                       | فبراير                      | مارس                        | أبريل                       | مايو                        | يونيو                       | يوليو                       | أغسطس                       | سبتمبر                      | أكتوبر                      | نوفمبر                      | ديسمبر                      | المعدل السنوي               |
| ----------------------------------------------------------- | --------------------------- | --------------------------- | --------------------------- | --------------------------- | --------------------------- | --------------------------- | --------------------------- | --------------------------- | --------------------------- | --------------------------- | --------------------------- | --------------------------- | --------------------------- |
| متوسط درجة الحرارة الكبرى °م (°ف)                           | 24.1 (75.4)                 | 24.6 (76.3)                 | 26.0 (78.8)                 | 27.0 (80.6)                 | 25.8 (78.4)                 | 26.9 (80.4)                 | 23.3 (73.9)                 | 22.8 (73.0)                 | 23.6 (74.5)                 | 22.3 (72.1)                 | 22.1 (71.8)                 | 22.0 (71.6)                 | 24.2 (75.6)                 |
| المتوسط اليومي °م (°ف)                                      | 14.8 (58.6)                 | 15.9 (60.6)                 | 16.6 (61.9)                 | 18.8 (65.8)                 | 17.6 (63.7)                 | 18.0 (64.4)                 | 17.1 (62.8)                 | 16.3 (61.3)                 | 15.8 (60.4)                 | 14.8 (58.6)                 | 13.8 (56.8)                 | 12.8 (55.0)                 | 16.0 (60.8)                 |
| متوسط درجة الحرارة الصغرى °م (°ف)                           | 4.9 (40.8)                  | 6.6 (43.9)                  | 7.3 (45.1)                  | 10.6 (51.1)                 | 9.4 (48.9)                  | 9.2 (48.6)                  | 10.7 (51.3)                 | 9.8 (49.6)                  | 8.1 (46.6)                  | 7.3 (45.1)                  | 5.7 (42.3)                  | 3.6 (38.5)                  | 7.8 (46.0)                  |
| معدل هطول الأمطار مم (إنش)                                  | 6 (0.2)                     | 5 (0.2)                     | 42 (1.7)                    | 54 (2.1)                    | 42 (1.7)                    | 38 (1.5)                    | 139 (5.5)                   | 154 (6.1)                   | 17 (0.7)                    | 14 (0.6)                    | 31 (1.2)                    | 10 (0.4)                    | 552 (21.9)                  |
| المصدر: http://www.levoyageur.net/weather-city-ADIGRAT.html |                             |                             |                             |                             |                             |                             |                             |                             |                             |                             |                             |                             |                             |

## أعلام
- حبيبة أريغاوي